# Erreurs amoureuses
Pour plus de détails, voir Fiche technique et Distribution.
Erreurs amoureuses (While the Sun Shines) est un film britannique réalisé par Anthony Asquith, sorti en 1947.

## Synopsis
Lady Elisabeth Randall, caporal dans la Royal Air Force, est courtisée par un Français et un Américain, alors qu'elle est en route pour épouser son fiancé.

## Fiche technique
- Titre original : While the Sun Shines
- Titre français : Erreurs amoureuses
- Réalisation : Anthony Asquith, assisté de Jack Clayton
- Scénario : Terence Rattigan, Anatole de Grunwald, d'après la pièce de Terence Rattigan
- Direction artistique : Thomas N. Morahan
- Photographie : Jack Hildyard
- Son : Leo Wilkins
- Montage : Frederick Wilson
- Musique : Nicholas Brodszky
- Production : Anatole de Grunwald
- Production associée : Teddy Baird
- Société de production : International Screenplays, Associated British Picture Corporation
- Société de distribution : Pathé Pictures
- Pays de production :  Royaume-Uni
- Langue originale : anglais
- Format : Noir et blanc — 35 mm — 1,37:1 — son mono
- Genre : Comédie sentimentale
- Durée : 90 minutes (81 minutes aux États-Unis)
- Dates de sortie :
  - Royaume-Uni : 1er février 1947
  - France : 17 octobre 1947
  - États-Unis : 20 juin 1950

## Distribution
- Barbara White : Lady Elisabeth Randall
- Ronald Squire : Duc d'Ayr et de Sterling
- Brenda Bruce : Mabel Crum
- Bonar Colleano : Joe Mulvaney
- Michael Allan : Colbert
- Ronald Howard : Comte d'Harpenden
- Miles Malleson : Horton
- Margaret Rutherford : Docteur Winifred Frye
- Cyril Maude : le vieil amiral
- Garry Marsh : M. Jordan
- Joyce Grenfell : Daphné
- Amy Frank : Mme Finckel
- Charles Victor
- Judith Furse
- Clive Morton
- Cecil Trouncer
- Vida Hope
- Aubrey Mallalieu
- O. B. Clarence : le vieux gentleman
- Tamara Lees
- Beryl Measor
- Hugh Dempster
- Geoffrey Dunn